# Ereunetea semifumida
Ereunetea semifumida là một loài bướm đêm trong họ Geometridae.